# Куп Мађарске у фудбалу 2019/20.
Куп Мађарске у фудбалу 2019/20. (мађ. 2019–2020-аs magyar labdarúgókupa) је било 80. издање серије, на којој је екипа ФК Хонведа тријумфовала по 8. пут. У складу са одлуком МЛС, НБ I и НБ II су се укључили у такмичење у шестом колу 21. септембра 2019. године.

## Четвртфинале[5]
| Тим #1              | рез.  | Тим #2           | прва утакмица | друга утакмица |
| ------------------- | ----- | ---------------- | ------------- | -------------- |
| 3. и 11. март 2020. |       |                  |               |                |
| ФК Пушкаш aкадемија | 1 : 2 | ФК Мезекевешд ШЕ | 0 : 1         | 1 : 1          |
| 4. и 11 март 2020.  |       |                  |               |                |
| ФК Бањас Дорог      | 0 : 4 | ФК МТК           | 0 : 1         | 0 : 3          |
| ФК Пакш             | 0 : 3 | ФК Хонвед        | 0 : 1         | 0 : 2          |
| ФК Залаегерсег      | 2 : 5 | ФК МОЛ Фехервар  | 2 : 0         | 0 : 5          |

## Полуфинале
| Тим #1              | рез.                | Тим #2          | прва утакмица | друга утакмица |
| ------------------- | ------------------- | --------------- | ------------- | -------------- |
| 23. и 26. мај 2020. |                     |                 |               |                |
| ФК МТК              | 0 : 0 (4 : 5, пен.) | ФК Хонвед       | 0 : 0         | 0 : 0          |
| ФК Мезекевешд ШЕ    | 3 : 3 (п.с.н.)      | ФК МОЛ Фехервар | 1 : 1         | 2 : 2          |

## Финале
Одиграна је само једна утакмица у финалу и ФК Хонвед је освојио титулу шампиона.
| 23. мај 2018. |       |                  |
| ФК Хонвед     | 2 : 1 | ФК Мезекевешд ШЕ |

Финале је одиграно у Пушкаш арени у којој је седело 10.000 гледалаца по строгим прописима после пандемије ковида.
| ФК Хонвед (НБ I)                   | 2 : 1      | ФК Мезекевешд ШЕ (НБ I) |
| ---------------------------------- | ---------- | ----------------------- |
| Иван Ловрић 33’ · Ђорђе Камбер 56’ | [Извештај] | Ласл Пекар 37’          |